# 1920
1920 (MCMXX) fue un año bisiesto comenzado en jueves según el calendario gregoriano.

## Acontecimientos

### Enero
- 2 de enero: en Villa de María, al norte de la provincia de Córdoba (Argentina), se registra la temperatura máxima en la historia de ese país: 49,1 °C.[1]
- 3 de enero: en México, un terremoto de 6,4  destruye varias ciudades y ocasionan 4.000 víctimas, siendo el tercer terremoto más mortífero que se haya registrado en México.
- 10 de enero: entra en vigencia el Tratado de Versalles con el que se pone fin a la Primera Guerra Mundial
- 13 de enero: en Alemania se declara el estado de excepción tras las manifestaciones organizadas frente al Reichstag en protesta contra la ley de comités sindicales.
- 17 de enero en Estados Unidos entra en vigor la ley seca.
- 28 de enero: se crea la Legión Española.

### Febrero
- 1 de febrero: en Canadá, tras varias reestructuraciones, empieza a funcionar como tal la Policía Montada del Canadá.
- 2 de febrero:
  - Rusia reconoce la independencia de Estonia en el Tratado de Tartu.
  - En Lima (capital de Perú) se creó el distrito Rímac.
- 5 de febrero: en el Teatro Nacional de la Ópera de París se estrena El canto del ruiseñor, de Ígor Stravinsky.
- 6 de febrero: en París se estrena El sombrero de tres picos, de Manuel de Falla, con decorados de Pablo Picasso.
- 7 de febrero: en Madrid los mauristas ganan las elecciones municipales.
- 8 de febrero: el Ejército Rojo, toma el puerto de Odesa, los restos del Ejército Blanco huyen a Crimea, hasta su evacuación en noviembre a Constantinopla.
- 10 de febrero: el 75 % de la población del norte de Schleswig-Holstein vota por su pertenencia a Dinamarca.
- 15 de febrero: el escritor francés Paul Valéry publica El cementerio marino.
- 20 de febrero: en Madrid se crea el Instituto Cajal para investigaciones biológicas.
  - Un terremoto de 6,2 sacude Georgia.
- 21 de febrero: en España dimite el Gobierno de Allendesalazar.
- 23 de febrero: en Inglaterra se produce la primera transmisión por radio (un concierto emitido desde Chelmsford).
- 24 de febrero: en Múnich, Hitler cambia el nombre del Partido Obrero Alemán a Partido Nacionalsocialista Obrero Alemán (NSDAP) y proclama el programa de veinticinco puntos que lo regirá hasta su prohibición.
- 28 de febrero: en Bolivia, el gobierno de José Gutiérrez Guerra concede oficialmente por primera vez 1 millón de hectáreas a la empresa estadounidense Richmond Levering Company para la exploración y explotación de petróleo.

### Marzo
- 1 de marzo: la Asamblea Nacional húngara proclama al almirante Miklós Horthy regente del país.
- 1 de marzo: en Japón se disuelve el Parlamento.
- 22 de marzo: en París se reúnen los embajadores y ministros de Asuntos Exteriores de los Gobiernos aliados.
- 23 de marzo: en Salzburgo (Austria) se inaugura el primer festival de música.

### Abril
- 1 de abril: Fin de la Pandemia de gripe de 1918, entre 50 y 100 millones de personas murieron a causa de la enfermedad.
- 2 de abril: el Ejército alemán entra en el Ruhr para poner fin a las actividades del Ejército Rojo.
- 4 a 7 de abril: en Jerusalén, grupos armados de civiles palestinos, incitados a la violencia por los líderes nacionalistas árabes, atacan a la población inmigrante judía (pogromo de Jerusalén). Mueren 12 civiles y son heridos 250. Debido a la tardía respuesta de contención de la autoridad militar británica, los judíos deciden crear su propia fuerza de defensa: la Haganá.
- 7 de abril: en Crimea, el general Wrangel ―sucesor del general Denikin― asume el mando supremo sobre las tropas rusas blancas.
- 17 de abril: en Bolivia, se levanta vuelo por primera vez en el país en un avión triplano Curtiss Wasp manejado por el piloto estadounidense Donald Hudson.

### Mayo
- 16 de mayo: en Roma, el papa canoniza a la heroína francesa Juana de Arco.
- 21 de mayo:
  - En México asesinan a Venustiano Carranza, (líder de la Revolución Mexicana).[2]
  - En México finaliza la Revolución Mexicana.[3]

### Junio
- 1 de junio: en la Ciudad de México, Adolfo de la Huerta asume la presidencia de esa nación por designación del Congreso de la Unión para concluir el periodo del presidente Carranza.[4]
- 4 de junio: se firma el Tratado de Trianón por el cual se divide Hungría.
- 5 de junio: en Taiwán se registra un fuerte terremoto de 8,2 que deja 8 muertos y más de 1500 casas destruidas.
- 13 de junio: en el Teatro Nacional de La Habana (Cuba), estalla una bomba durante la presentación de la obra Aída, en la que intervenía el tenor Enrico Caruso, que había sido contratado por 90 000 dólares de 1920 (que a 2025 equivaldríain a 1,44 millones de dólares). Caruso sale corriendo despavorido junto con el público por la calle San Rafael.[5]
- 13 de junio: en Estados Unidos, el Servicio Postal adopta una norma que prohíbe el envío de niños dentro de los paquetes postales.[6]

### Julio
- 12 de julio: Rusia reconoce la independencia de Lituania.
- 12 de julio: en La Paz (Bolivia), Bautista Saavedra Mallea asume la presidencia del país, después de darle un golpe de Estado al expresidente José Gutiérrez Guerra.

### Agosto
- 1 de agosto: en la India Gandhi comienza una campaña de desobediencia civil contra el Imperio británico.
- 10 de agosto: se firmó el Tratado de Sèvres entre el Imperio otomano y el Triple Entente que inició la partición del Imperio otomano.
- 11 de agosto: Rusia reconoce la independencia de Letonia.
- 18 de agosto: en Estados Unidos se ratifica la Decimonovena Enmienda a la Constitución que supone la aprobación del sufragio femenino.
- 27 de agosto: en Buenos Aires (Argentina) se realiza la primera transmisión radiofónica, para entretenimiento.
- 31 de agosto: Guerra polaco-soviética: Victoria polaca en la Batalla de Komarów.

### Septiembre
- 6 de septiembre: en la aldea india de Máiapur (Bengala), el religioso y escritor Bhaktisiddhanta Sárasuati funda la organización religiosa Gaudía Mat.
- 7 de septiembre: Un terremoto de 6,5 sacude la región de Toscana en Italia.
- 11 de septiembre: Comienza la IV Edición de Copa América en Chile.

### Octubre
- 3 de octubre: en Viña del Mar (Chile), Finaliza la Copa América realizada en Chile y Uruguay es por tercera Vez campeón de América.
- 4 de octubre: en Túnez, se funda el club deportivo Club Africain.
- 14 de octubre: Finlandia y Rusia delimitan sus fronteras en el Tratado de Tartu.
- 25 de octubre: en Pamplona (España) se funda el Club Atlético Osasuna.
- 27 de octubre: en Ecuador se decreta la creación de la escuela de aviación, génesis de la Fuerza Aérea Ecuatoriana.

### Noviembre
- 2 de noviembre: Elecciones presidenciales de Estados Unidos de 1920. El republicano Warren G. Harding vence cómodamente al demócrata James M. Cox con una ventaja de 354 votos electorales frente a 177.

### Diciembre
- 1 de diciembre: Álvaro Obregón asume la presidencia de México para el mandato presidencial 1920-1924.[7]
- 10 de diciembre: en Venezuela se crea la Escuela de Aviación Militar.
- 16 de diciembre: en la provincia de Gansu (China), un terremoto de 8,2 deja un saldo de 273.000 víctimas.
- 17 de diciembre: Se registra un terremoto de 6,0 en la provincia argentina de Mendoza dejando alrededor de 200 fallecidos.

### Sin fecha
- Instauración del Mandato Británico de Palestina.
- Armisticio chino-tibetano.
- Francia y Bélgica firman un acuerdo militar.
- Desde 1920 en adelante: Estados Unidos remplaza a Inglaterra como principal comprador de exportaciones ecuatorianas

## Nacimientos

### Enero
- 2 de enero: 

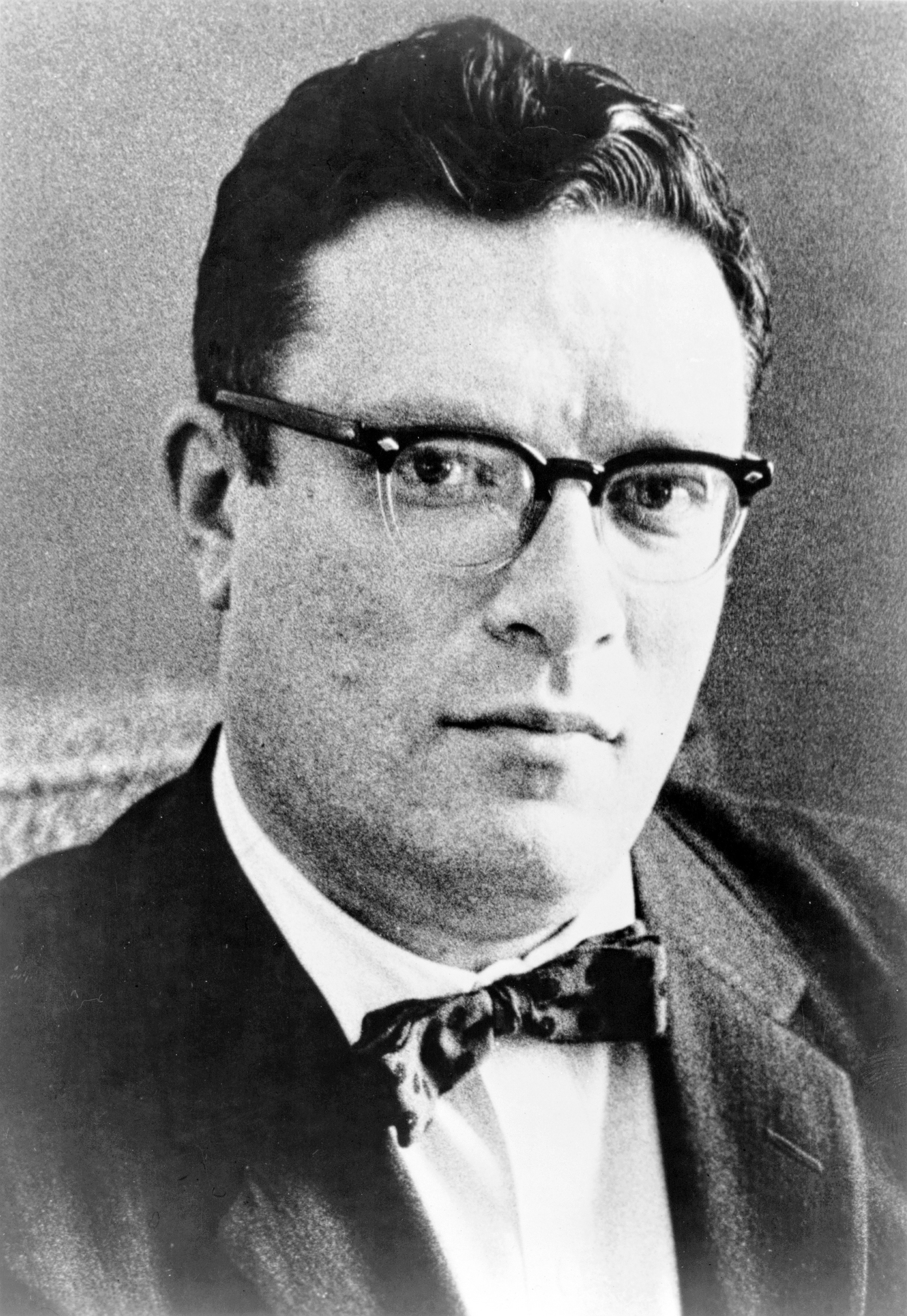
Isaac Asimov

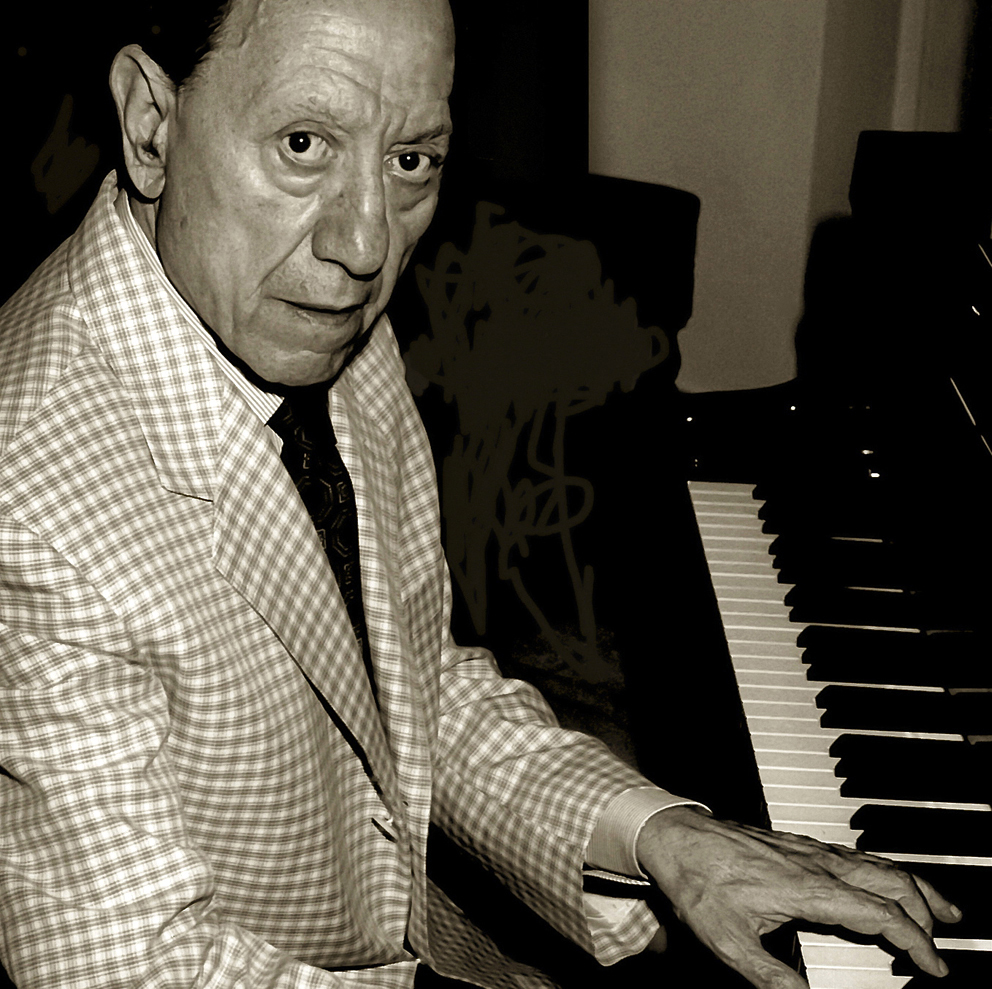
Renato Carosone

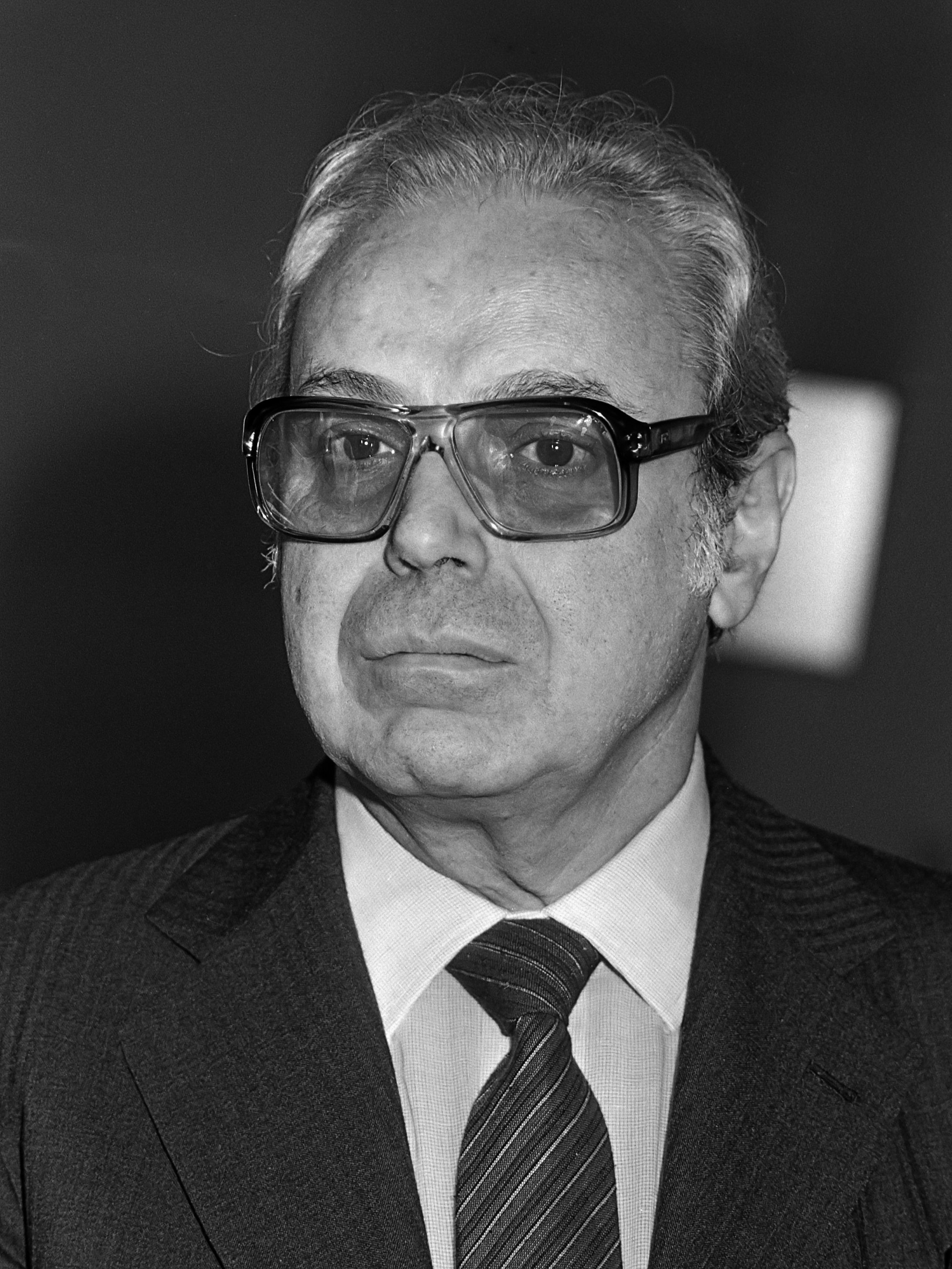
Javier Pérez de Cuéllar

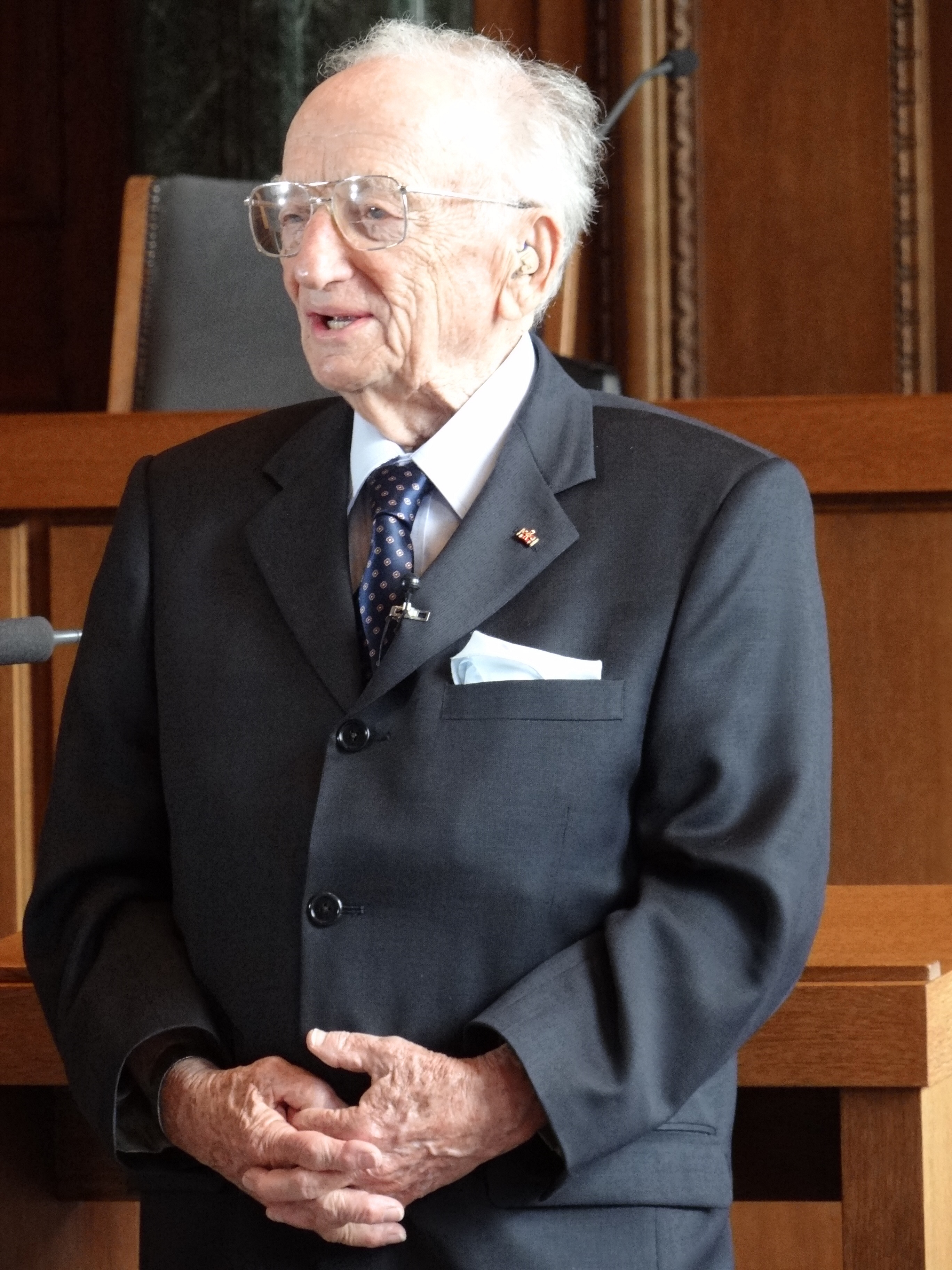
Ben Ferencz

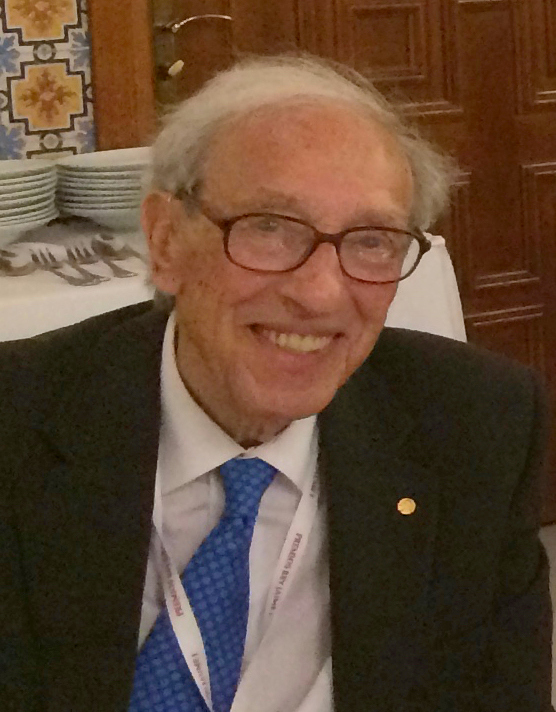
Edmond H. Fischer

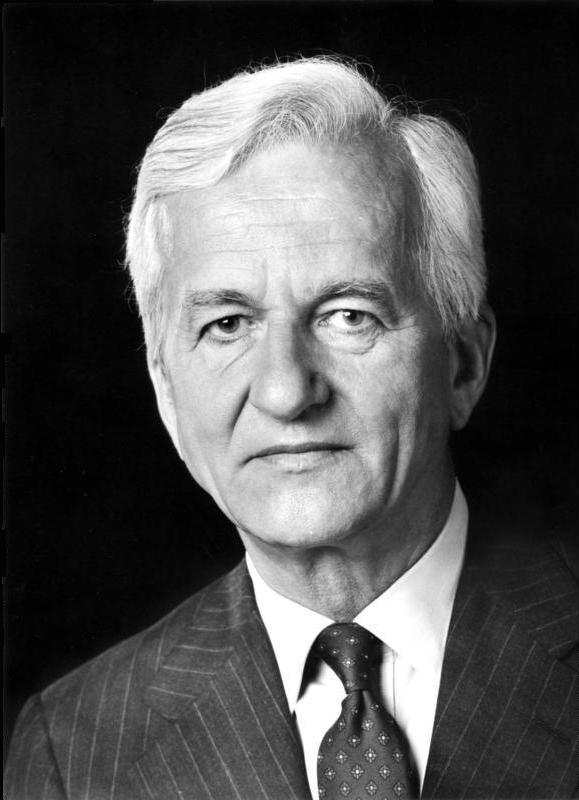
Richard von Weizsäcker

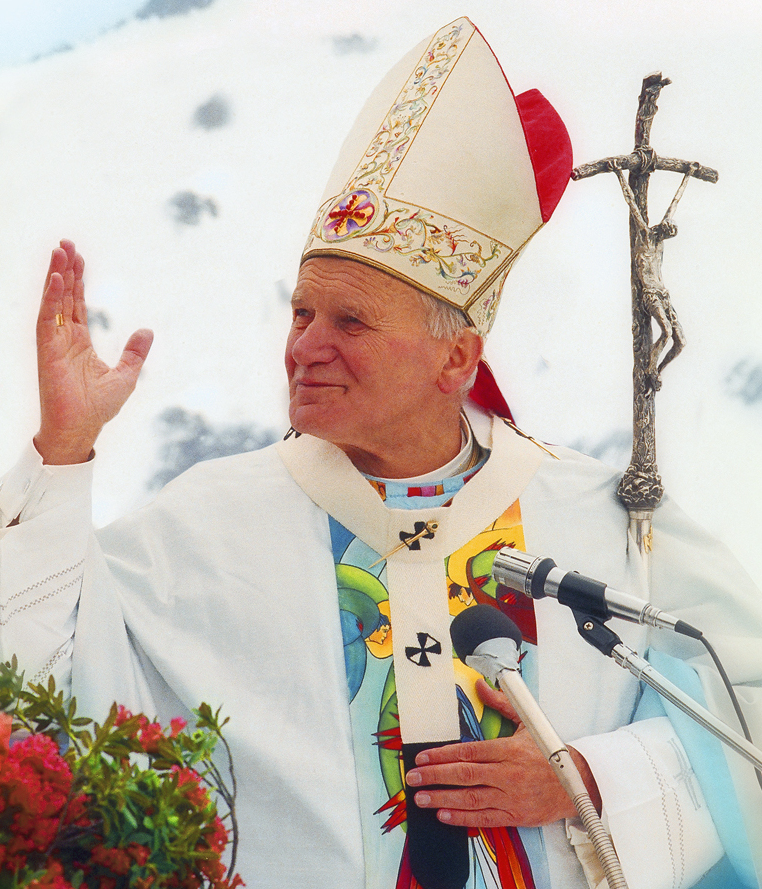
Juan Pablo II

  - Isaac Asimov, escritor y bioquímico estadounidense de origen ruso (f. 1992).
  - George Herbig, astrónomo estadounidense (f. 2013).
- 3 de enero: Renato Carosone, cantautor italiano (f. 2001).
- 4 de enero: Rosalie Crutchley, actriz británica (f. 1997).
- 5 de enero: 
  - Arturo Benedetti Michelangeli, pianista italiano (f. 1995).
  - André Simon, piloto de automovilismo francés (f. 2012).
- 6 de enero: 
  - John Maynard Smith, biólogo británico (f. 2004).
  - Sun Myung Moon, evangelista coreano (f. 2012).
- 10 de enero: Roberto Marcelo Levingston, militar argentino; Presidente de la Nación Argentina (f. 2015).
- 14 de enero: Chava Flores, compositor y cantante mexicano (f. 1987).
- 19 de enero: Javier Pérez de Cuéllar Guerra, diplomático peruano, secretario general de la ONU entre 1982 y 1991.(f 2020).
- 20 de enero: Federico Fellini, cineasta italiano (f. 1993).
- 23 de enero: Rosa María Aranda, escritora española (f. 2005).
- 25 de enero: Alicia Montoya, actriz mexicana (f. 2002).
- 27 de enero: Vicente Bianchi, compositor, pianista y director de orquesta y coros y radiodifusor chileno (f. 2018).
- 30 de enero: 
  - Delbert Mann, cineasta estadounidense (f. 2007).
  - Michael Anderson, cineasta inglés (f. 2018).

### Febrero
- 2 de febrero: Ann Elizabeth Hodges, mujer estadounidense que fue golpeada por el meteorito Sylacauga el 30 de noviembre de 1954 (f. 1972).
- 3 de febrero: Tony Gaze, piloto de automovilismo australiano (f. 2013).
- 11 de febrero: Faruk I, rey egipcio entre 1936 y 1952 (f. 1965).
- 18 de febrero: Howard Rodman, guionista estadounidense (f. 1985).
- 23 de febrero: Aurora Bernárdez, traductora y escritora argentina, exesposa de Julio Cortázar (f. 2014).
- 28 de febrero: Teodoro Kantor, escritor y periodista argentino (f. 2011).

### Marzo
- 1 de marzo: Reg Harris, ciclista y piloto de automovilismo británico (f. 1992).
- 10 de marzo: 
  - Boris Vian, escritor, cantante y músico francés (f. 1959).
  - Marcial Maciel, sacerdote católico y abusador de menores mexicano (f. 2008).
- 11 de marzo: Ben Ferencz, abogado y jurista estadounidense.(f.2023).
- 16 de marzo: John Addison, compositor británico de música para cine (f. 1998).
- 23 de marzo: Nybia Mariño, pianista uruguaya de música clásica (f. 2014).
- 26 de marzo: Sergio Livingstone, futbolista y comentarista deportivo chileno (f. 2012).

### Abril
- 1 de abril: Guillermo Buitrago, cantante y compositor colombiano (f. 1949).
- 3 de abril: Ehsan Yarshater, lingüista, historiador, autor, profesor universitario, escritor, traductor y lexicógrafo iraní (f. 2018).
- 5 de abril: Barend Biesheuvel, político neerlandés, primer ministro entre 1971 y 1973 (f. 2001).
- 6 de abril: Edmond H. Fischer, bioquímico sino-estadounidense, premio nobel de Química.(f.2021).
- 15 de abril: Richard von Weizsäcker, político alemán, presidente entre 1984 y 1994 (f. 2015).
- 20 de abril: Kléber Franco Cruz, escritor, poeta, compositor, docente y deportista ecuatoriano (f. 1957).
- 25 de abril: Délfor Dicásolo, actor, guionista y dibujante argentino (f. 2013).
- 29 de abril: Nélida Federico, pintora y música argentina (f. 2007).
- 30 de abril: 
  - Gerda Lerner, historiadora y escritora estadounidense (f. 2013).
  - Duncan Hamilton, piloto de automovilismo británico (f. 1994).

### Mayo
- 8 de mayo: 
  - Saul Bass, diseñador gráfico estadounidense (f. 1996).
  - Tom of Finland, artista finlandés.(f. 1991)
  - Sloan Wilson, escritor y poeta estadounidense (f. 2003).
- 15 de mayo: Carlo Coccioli, escritor italiano (f. 2003).
- 17 de mayo: Aquiles Nazoa,  escritor, periodista, poeta y humorista venezolano. (f. 1976).
- 18 de mayo: Karol Wojtyła, sacerdote católico polaco, papa Juan Pablo II entre 1978 y 2005 (f. 2005).
- 30 de mayo: 
  - Antoni Badia i Margarit, filólogo y lingüista español (f. 2014).
  - George London, cantante de ópera canadiense (f. 1985).

### Junio
- 1 de junio: Fanny Navarro, actriz argentina (f. 1971).
- 15 de junio: 
  - Alberto Sordi, actor italiano (f. 2003).
  - Keith Andrews, piloto estadounidense de automovilismo (f. 1957).
- 16 de junio: José López Portillo, político mexicano, presidente entre 1976 y 1982 (f. 2004).
- 17 de junio: Germán de Argumosa, parapsicólogo español (f. 2007).
- 20 de junio: 
  - Amos Tutuola, escritor nigeriano (f. 1997).
  - Amanda del Llano, actriz mexicana (f. 1964).

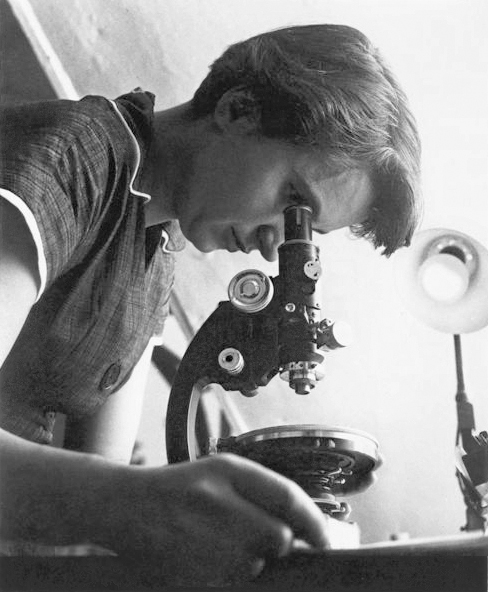
Rosalind Franklin

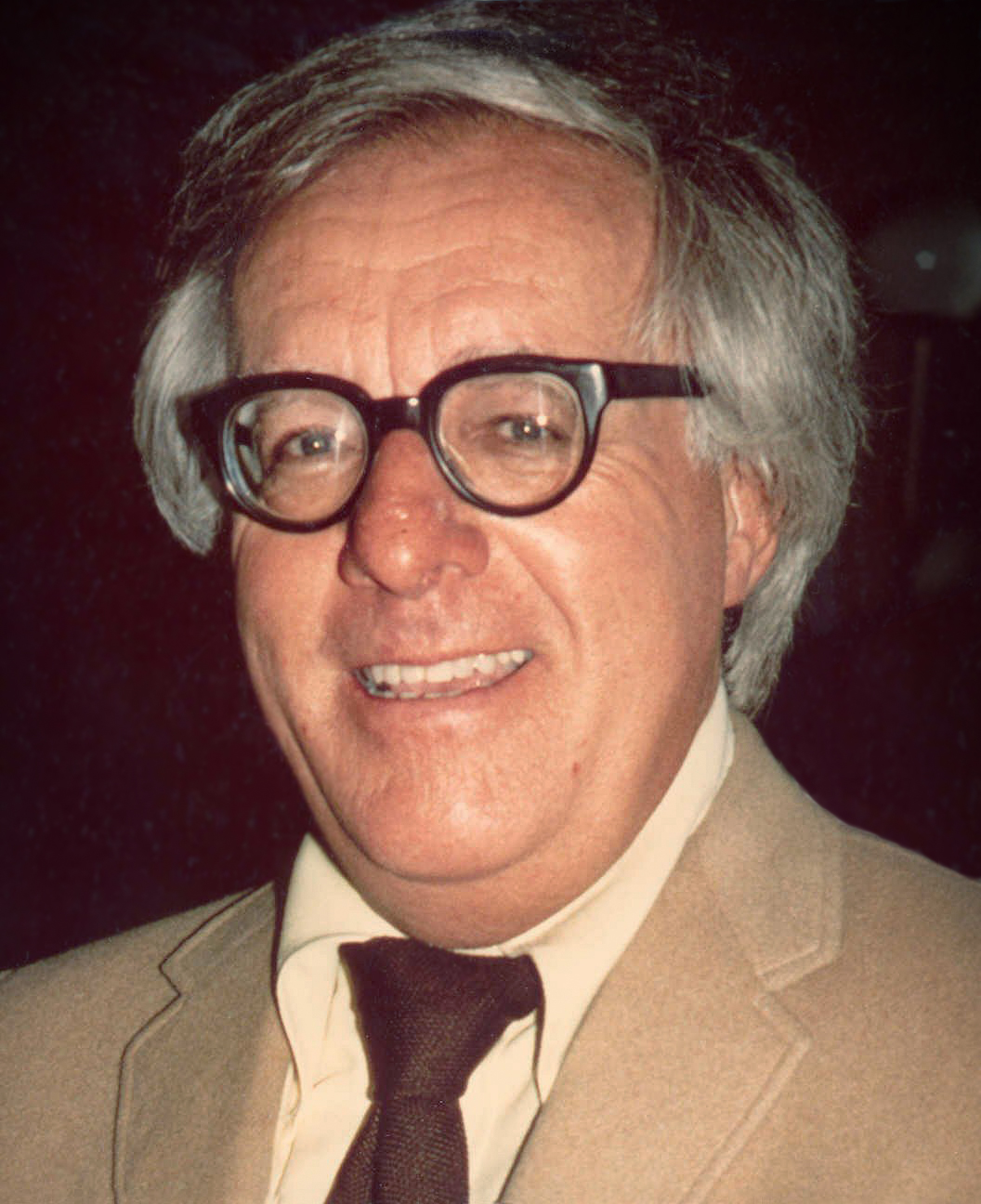
Ray Bradbury

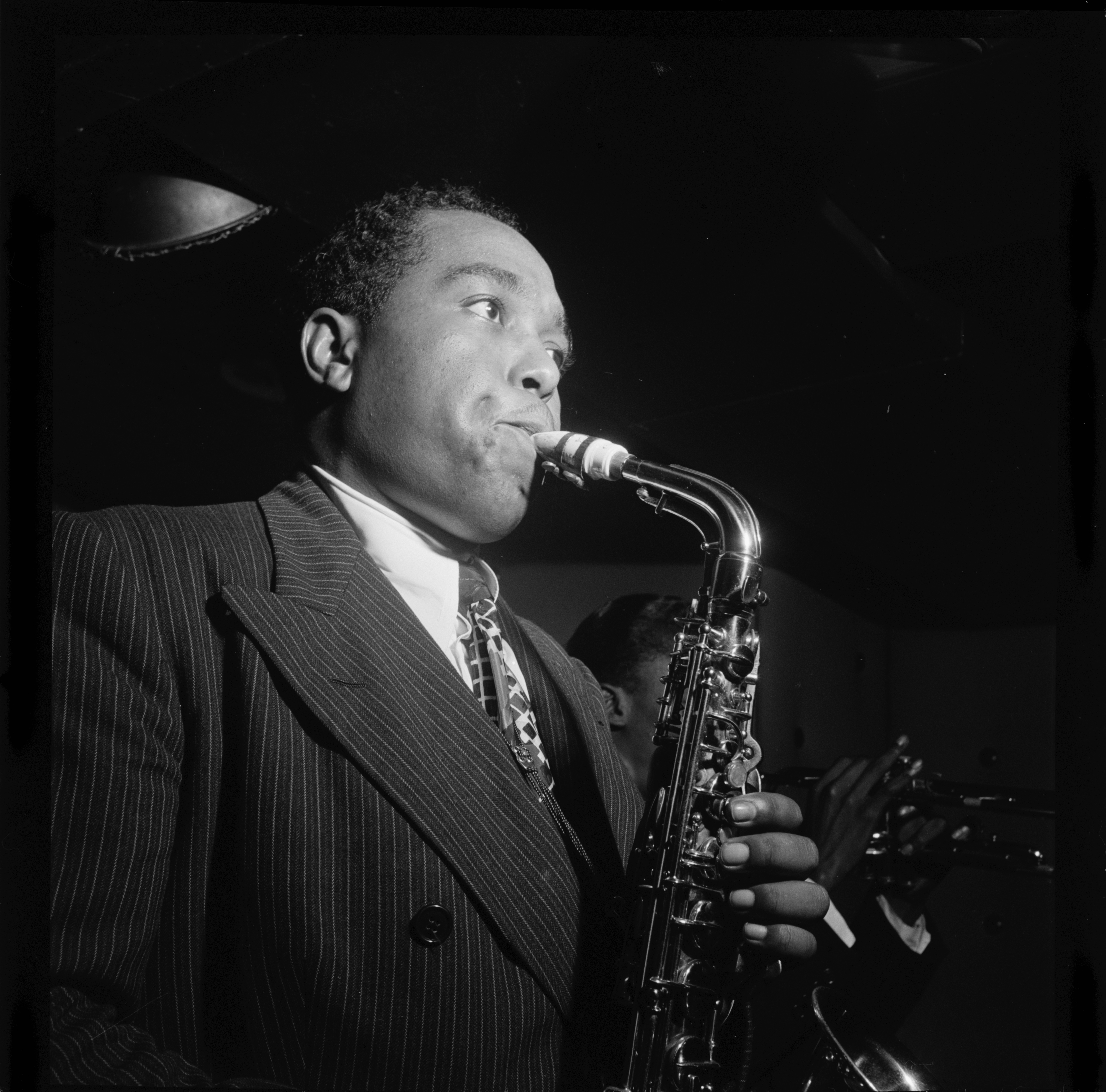
Charlie Parker

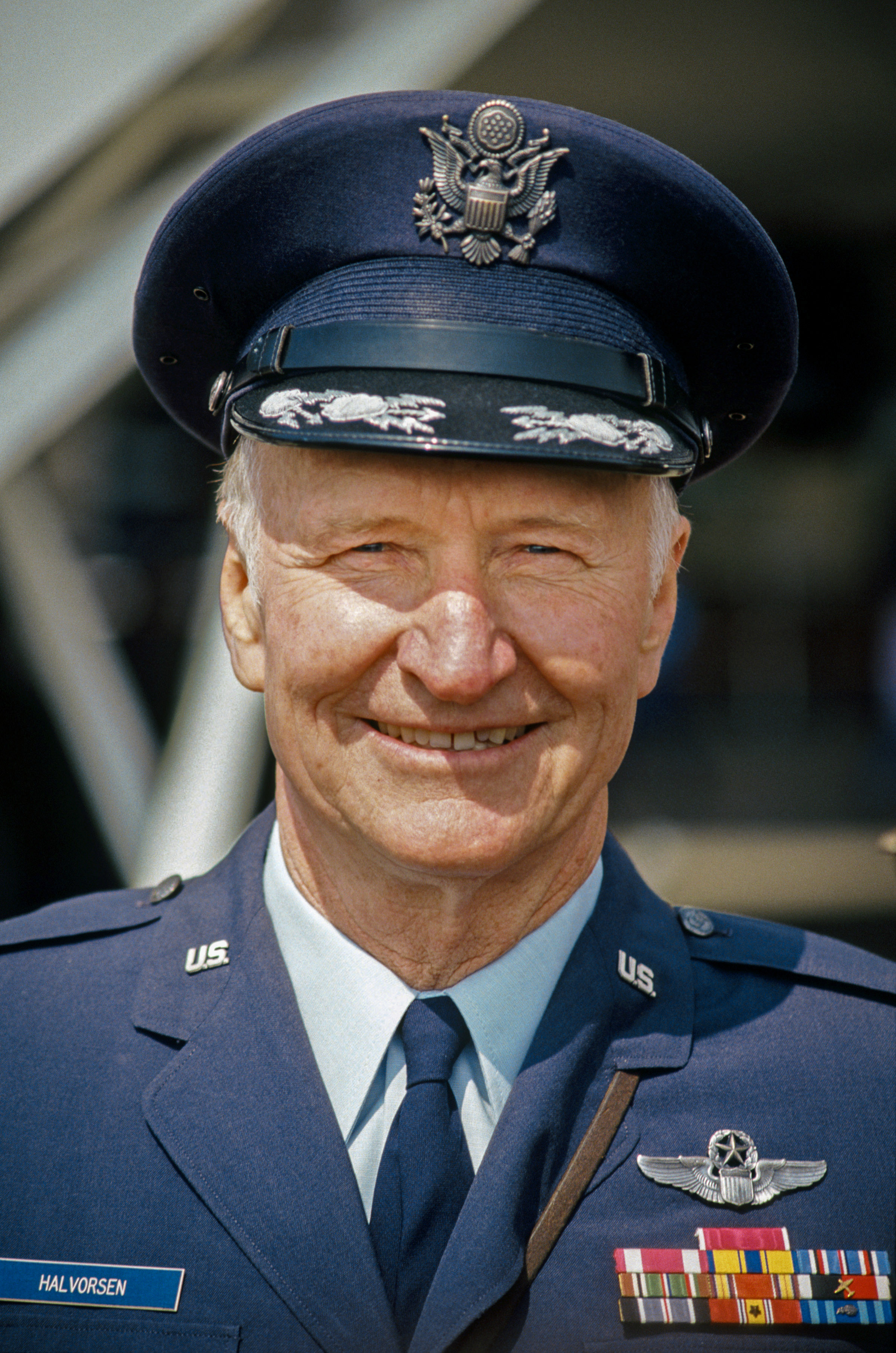
Gail Halvorsen

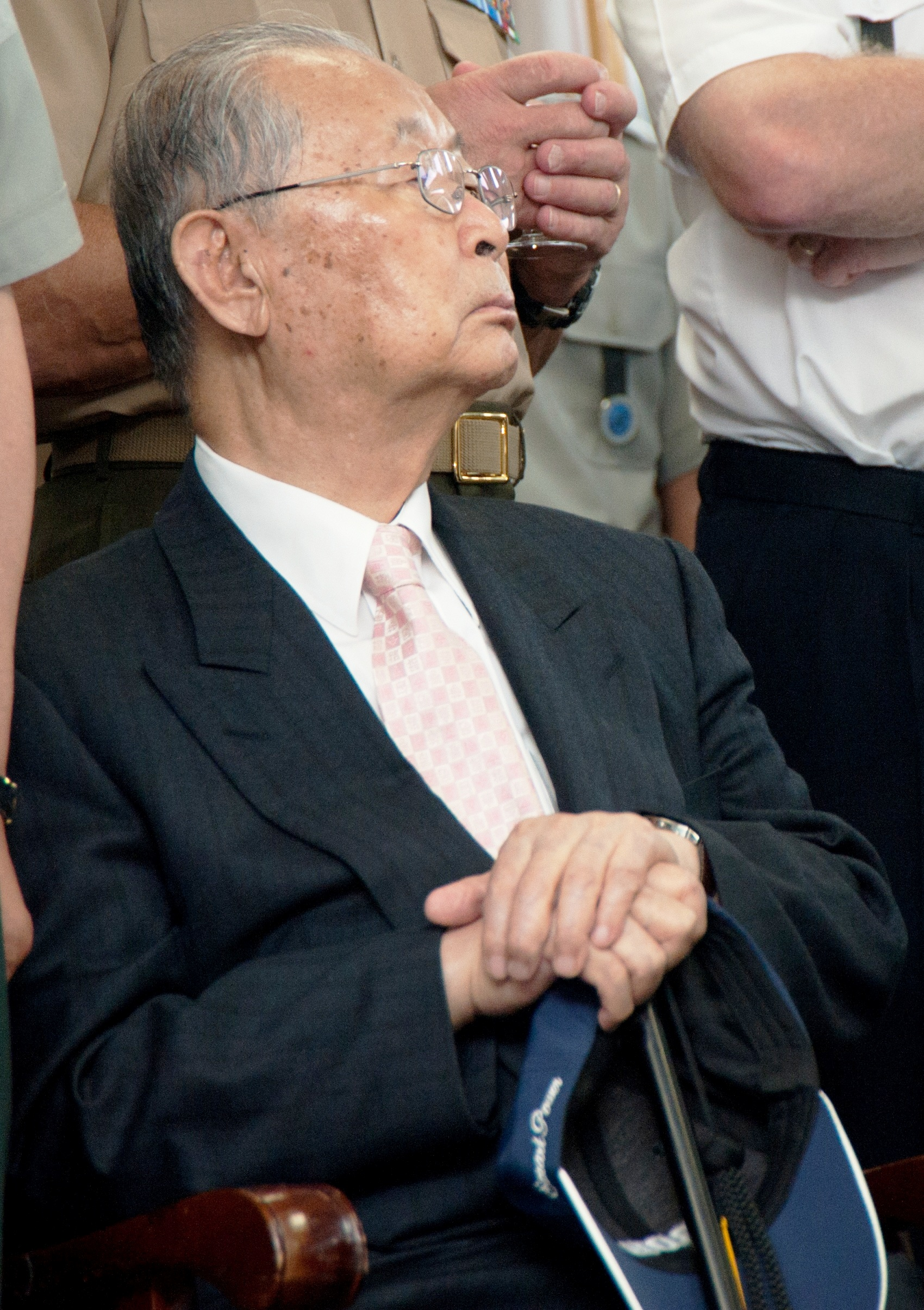
Paik Sun-yup

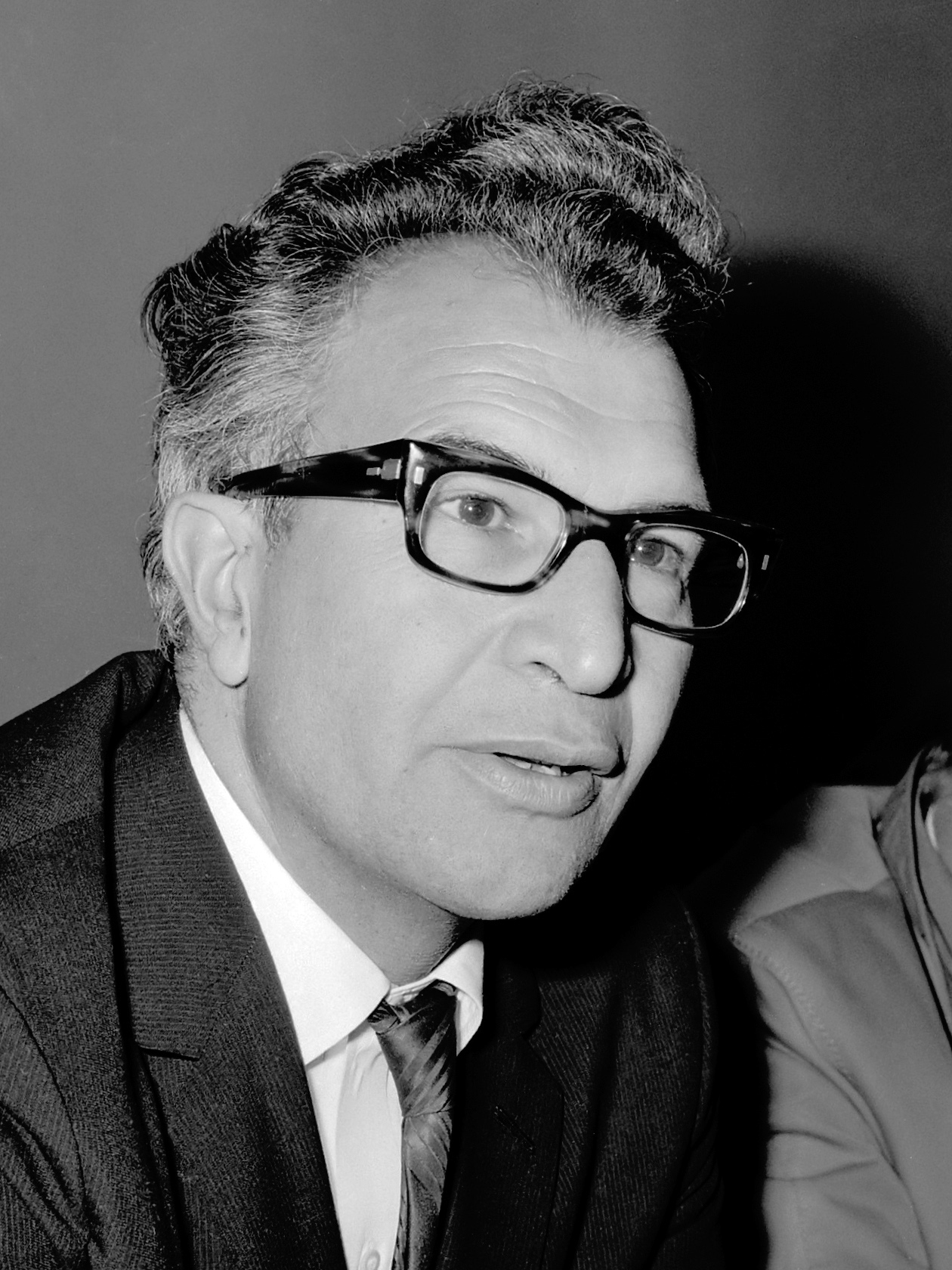
Dave Brubeck

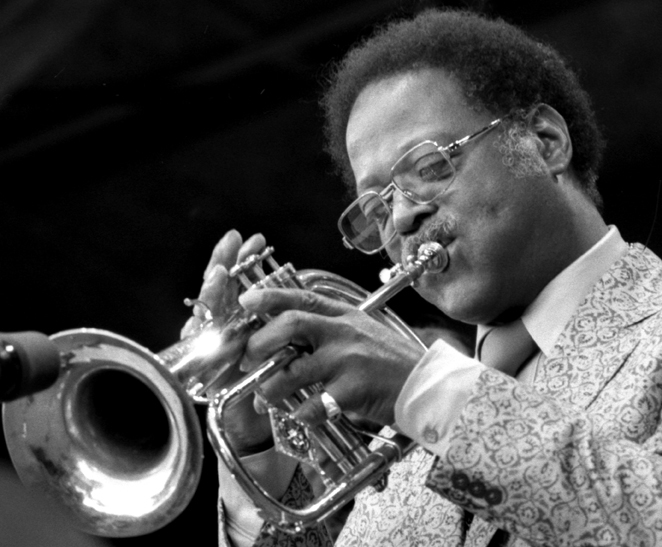
Clark Terry

### Julio
- 2 de julio: Fernando Ayala, cineasta argentino (f. 1997).
- 2 de julio: Eliseo Diego, poeta cubano (f. 1994).
- 4 de julio: José Quiroga, político y médico español, presidente de la Junta de Galicia (f. 2006).
- 5 de julio: 
  - Rafael Alonso, actor español (f. 1998).
  - Enrique Zambrano, actor, director y productor mexicano (f. 1968).
- 8 de julio: Godtfred Kirk Christiansen, Empresario danés de LEGO (f. 1995).
- 17 de julio: Juan Antonio Samaranch, deportista y político español (f. 2010).
- 20 de julio: Elliot Richardson, Abogado y ex-secretario de Defensa de los Estados Unidos (f. 1999)
- 20 de julio: Karl Brommann, Tanquista Alemán (f. 2011).
- 21 de julio: 
  - Constant Nieuwenhuys, pintor neerlandés (f. 2005).
  - Luis Munive y Escobar, obispo mexicano (f. 2001).
- 24 de julio: José Noriega, cantante español (f. 2006).
- 25 de julio: 
  - Carlos Alconada Aramburú, político radical argentino, ministro de la dictadura (f. 2003).
  - Jean Carmet, actor francés (f. 1994).
  - Rosalind Franklin, bióloga molecular británica (f. 1958).
- 31 de julio: James E. Faust, abogado, político y líder religioso estadounidense (f. 2007).

### Agosto
- 9 de agosto: Luisa Alberca, escritora y guionista radiofónica (f. 2006).
- 16 de agosto: Charles Bukowski, poeta estadounidense de origen alemán (f. 1994).
- 18 de agosto: Idea Vilariño, poetisa uruguaya (f. 2009)
- 20 de agosto: Enrico Accatino, pintor italiano (f. 2007).
- 21 de agosto: Christopher Robin Milne, escritor británico (f. 1996).
- 22 de agosto: Ray Bradbury, escritor estadounidense (f. 2012).
- 23 de agosto: Leo Marini, cantante y actor argentino (f. 2000).
- 26 de agosto: Prem Tinsulanonda, militar y político tailandés (f. 2019).
- 29 de agosto: Charlie Parker, saxofonista estadounidense de jazz (f. 1955).

### Septiembre
- 1 de septiembreː 
  - Joyce King, atleta australiana (f. 2001).
  - Leny Eversong, cantante brasileña (f. 1984).
- 2 de septiembreː 
  - Mónica Echevarría, escritora y activista feminista chilena (f. 2020).
  - Palmira Julia Tello, propagandista y miliciana española (f. 2016).
- 3 de septiembre: 
  - Chabuca Granda, cantautora y folclorista peruana (f. 1983).
  - Marguerite Higgins, periodista y corresponsal de guerra estadounidense (f. 1966).
- 4 de septiembre: Clemar Bucci, piloto de automovilismo argentino (f. 2011).
- 5 de septiembreː Dora Werzberg, enfermera y trabajadora social francesa (f. 2020).
- 6 de septiembreː Barbara Guest, poeta y escritora estadounidense (f. 2006).
- 8 de septiembre: Jorge Peirano Facio, empresario y banquero uruguayo (f. 2003).
- 10 de septiembre: Calyampudi Radhakrishna Rao, profesor indio.(f.2023)
- 14 de septiembre: Mario Benedetti, poeta uruguayo (f. 2009).
- 18 de septiembre: Jack Warden, actor estadounidense (f. 2006).
- 19 de septiembre: Carmen Lazo, política chilena (f. 2008).
- 21 de septiembre: Kenneth McAlpine, piloto de automovilismo británico (f. 2023).
- 23 de septiembre: Mickey Rooney, actor estadounidense (f. 2014).
- 27 de septiembre: Genoveva Pérez, actriz mexicana (f. 2016).
- 29 de septiembre: 
  - Peter Dennis Mitchell, bioquímico británico (f. 1992).
  - Václav Neumann, director de orquesta y músico checo (f. 1995).

### Octubre
- 1 de octubre: 
  - Walter Matthau, actor estadounidense (f. 2000).
  - Jaime Miralles, abogado español (f. 2003).
- 8 de octubre: Frank Herbert, escritor estadounidense (f. 1986).
- 9 de octubre: Lucy Tejada, pintora colombiana (f. 2011)
- 10 de octubre: Gail Halvorsen, piloto estadounidense (f. 2022).
- 11 de octubre: James Aloysius Hickey, cardenal estadounidense (f. 2004).
- 13 de octubre: Laraine Day, actriz estadounidense (f. 2007)
- 15 de octubre: 
  - Mario Puzo, escritor estadounidense (f. 1999).
  - Henri Verneuil, cineasta armeniofrancés (f. 2002).
- 16 de octubre: Alicia Dussán de Reichel-Dolmatoff,  antropóloga y arqueóloga colombiana (f. 2023).
- 17 de octubre: Miguel Delibes, escritor español (f. 2010).
- 18 de octubre: Melina Mercouri, actriz griega (f. 1994).
- 22 de octubre: Timothy Leary, psicólogo y activista estadounidense (f. 1996).
- 23 de octubre: 
  - Gianni Rodari, escritor y pedagogo italiano (f. 1980).
  - Paul Celan, poeta alemán (f. 1970).
- 24 de octubre: Lily Sosa de Newton, historiadora, biógrafa y ensayista argentina (f. 2017)
- 27 de octubre: 
  - Kocheril Raman Narayanan, político indio (f. 2005).
  - Nanette Fabray, actriz, cantante y activista estadounidense (f. 2018).
- 29 de octubre: 
  - Baruj Benacerraf, médico venezolano, premio nobel de medicina en 1980 (f. 2011).
  - Hilda Bernard, actriz argentina (f. 2022).
  - Joaquín Gutiérrez Cano, político y diplomático español (f. 2009).
- 31 de octubre: Fritz Walter, futbolista alemán (f. 2002).

### Noviembre
- 8 de noviembre: Esther Rolle, actriz estadounidense (f. 1998).
- 9 de noviembre: Ālenush Teriān,  astrónoma y física iraní-armenia (f. 2011).
- 11 de noviembre: Amador Bendayán, actor, comediante, presentador de televisión y productor cinematográfico venezolano (f. 1989).
- 12 de noviembre: Richard Quine, cineasta estadounidense (f. 1989).
- 14 de noviembre: John William Cooke, político argentino (f. 1968).
- 15 de noviembre: 
  - Armando Acosta Cordero (capitán Erasmo Rodríguez), militar, guerrillero y político cubano (f. 2009).
  - Gesualdo Bufalino, escritor italiano.(f. 1996)
- 23 de noviembre: Paik Sun-yup, militar surcoreano (f. 2020).
- 30 de noviembre: Virginia Mayo, actriz estadounidense (f. 2005).

### Diciembre
- 6 de diciembre: Dave Brubeck, pianista estadounidense (f. 2012).
- 7 de diciembre: Manuel Pereira da Silva, escultor portugués (f. 2003).
- 11 de diciembre: Elena Garro, escritora mexicana (f. 1998).
- 14 de diciembre: Clark Terry, trompetista estadounidense (f. 2015).
- 16 de diciembre: Les Leston, piloto de automovilismo británico (f. 2012).
- 20 de diciembre: Aharon Yariv, militar israelí (f. 1994).
- 21 de diciembre: Alicia Alonso, bailarina de ballet cubana (f. 2019).
- 24 de diciembre: Vittorio Vettori, poeta y filósofo italiano (f. 2004).
- 31 de diciembre: Jorge Lardé y Larín, historiador salvadoreño.(f. 2001).

### Sin fecha conocida
- Cornelis Johannes van Houten, astrónomo neerlandés (f. 2002).

## Fallecimientos

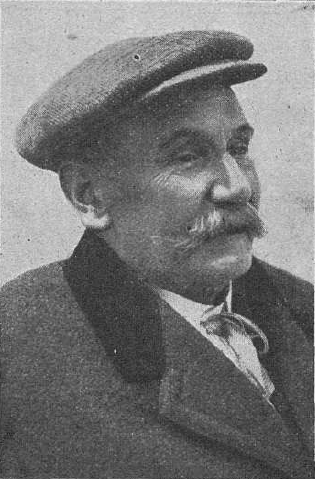
Benito Pérez Galdós.

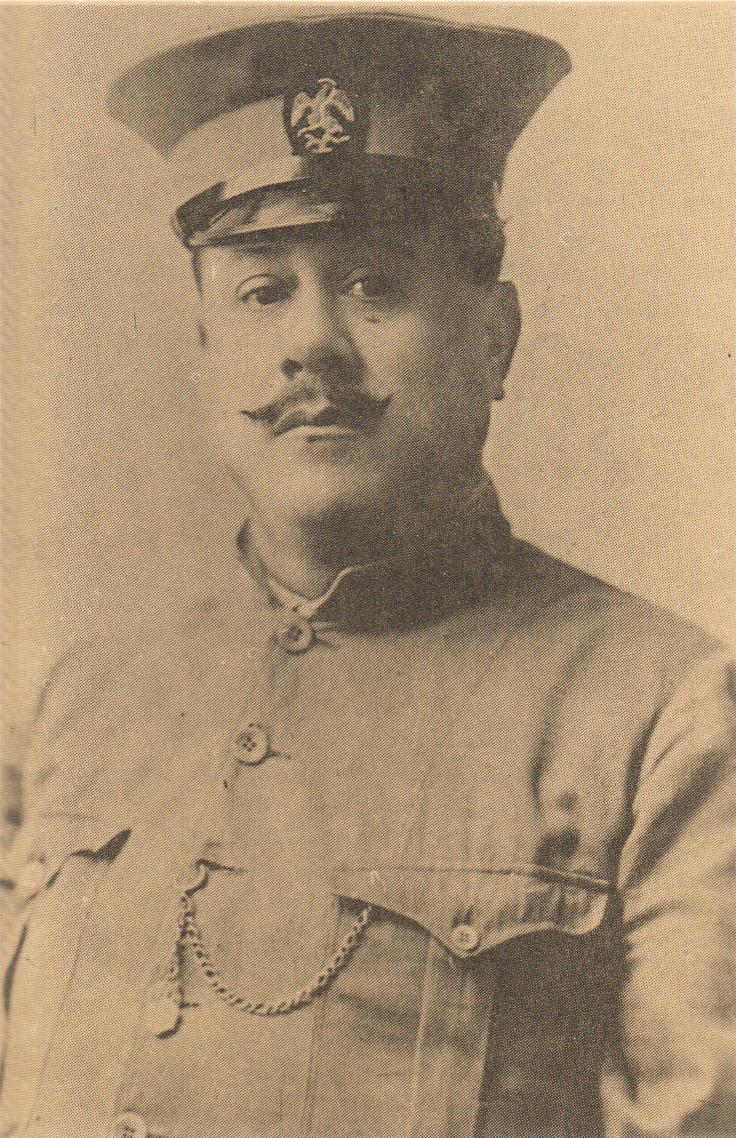
Benjamín Hill.

- 4 de enero: Benito Pérez Galdós, escritor español (n. 1843).
- 19 de enero: Enrique Corbellini, médico cirujano, ensayista y catedrático argentino (n. 1872).
- 3 de marzo: Theodor Philipsen, pintor danés (n. 1840).
- 20 de febrero: Jacinta Marto, pastora portuguesa de Fátima (n. 1910).
- 11 de marzo: Julio Garavito Armero, astrónomo y economista colombiano (n. 1865).
- 26 de marzo: Mrs. Humphry Ward (Mary Augusta Arnold), escritora británica (n. 1851).
- 7 de abril: Caroline Alice Elgar, novelista y poetisa británica (n. 1848).
- 12 de abril: Santa Teresa de los Andes (Juana Fernández Solar), monja carmelita descalza y primera santa chilena (n. 1900).
- 26 de abril: Srinivasa Aiyangar Ramanuyán, matemático hindú (n.1887).
- 16 de mayo: José Gómez Ortega, torero español (n. 1895).
- 21 de mayo: Venustiano Carranza, político mexicano, presidente entre 1915 y 1920 (n. 1859).[2]
- 14 de junio: Anna María Mozzoni, periodista, feminista y sufragista italiana (f. 1837).
- 14 de junio: Max Weber, sociólogo alemán (n. 1864).
- 11 de julio: Eugenia de Montijo, emperatriz consorte de Francia, esposa de Napoleón III (n. 1826).
- 28 de julio: Germano V, religioso griego, patriarca de Constantinopla (n. 1835).
- 10 de agosto: James O'Neill, actor estadounidense de origen irlandés (n. 1849).
- 31 de agosto: Wilhelm Wundt, fisiólogo y psicólogo alemán (n. 1832).
- 6 de septiembre: María Pavlovna, aristócrata rusa (n. 1854).
- 10 de septiembre: Olive Thomas, actriz estadounidense (n. 1894).
- 28 de septiembre: Ryu Gwansun, activista coreana (n. 1902).
- 6 de noviembre: Arturo Soria, urbanista español (n. 1844).
- 22 de noviembre: Manuel Pérez y Curis, poeta uruguayo (n. 1884).
- 14 de diciembre: Benjamín Hill, militar mexicano (n. 1874).[7]
- 30 de diciembre: Juan F. Muñoz y Pabón, escritor y religioso español (n. 1866).

## Ciencia
- Arthur Eddington publica sus observaciones y confirma la teoría de la relatividad general de Albert Einstein.

## Arte y literatura
- Edgar Rice Burroughs: Tarzán el indómito.
- Agatha Christie: El misterioso caso de Styles.
- Joseph Conrad: Salvamento.
- Karel Čapek: R.U.R. (Robots Universales Rossum).
- F. Scott Fitzgerald: A este lado del paraíso.
- Henri Matisse: Odalisca.
- Luigi Pirandello: Seis personajes en busca de autor.

## Filosofía y humanidades
- John M. Keynes: Las consecuencias económicas de la paz.
- Sigmund Freud: "Ensayos de psicoanálisis".
- Henri Bergson (1859-1941, filósofo francés): "La energía espiritual".
- Delbrück: "Historia del arte de la guerra" (3.ª y definitiva edición).

## Deporte
- Juegos Olímpicos en Amberes (Bélgica).
- Campeonato Uruguayo de Fútbol: Nacional se consagra campeón por octava vez.
- 28 de febrero: en Murcia (España) se funda el Real Murcia C. F..
- Fundación de la NFL (Liga Nacional de Fútbol) el 20 de agosto en Canton, Ohio.
- Se funda el club Palestino en Santiago de Chile.